# Sint-Blasiuskerk (Waardamme)

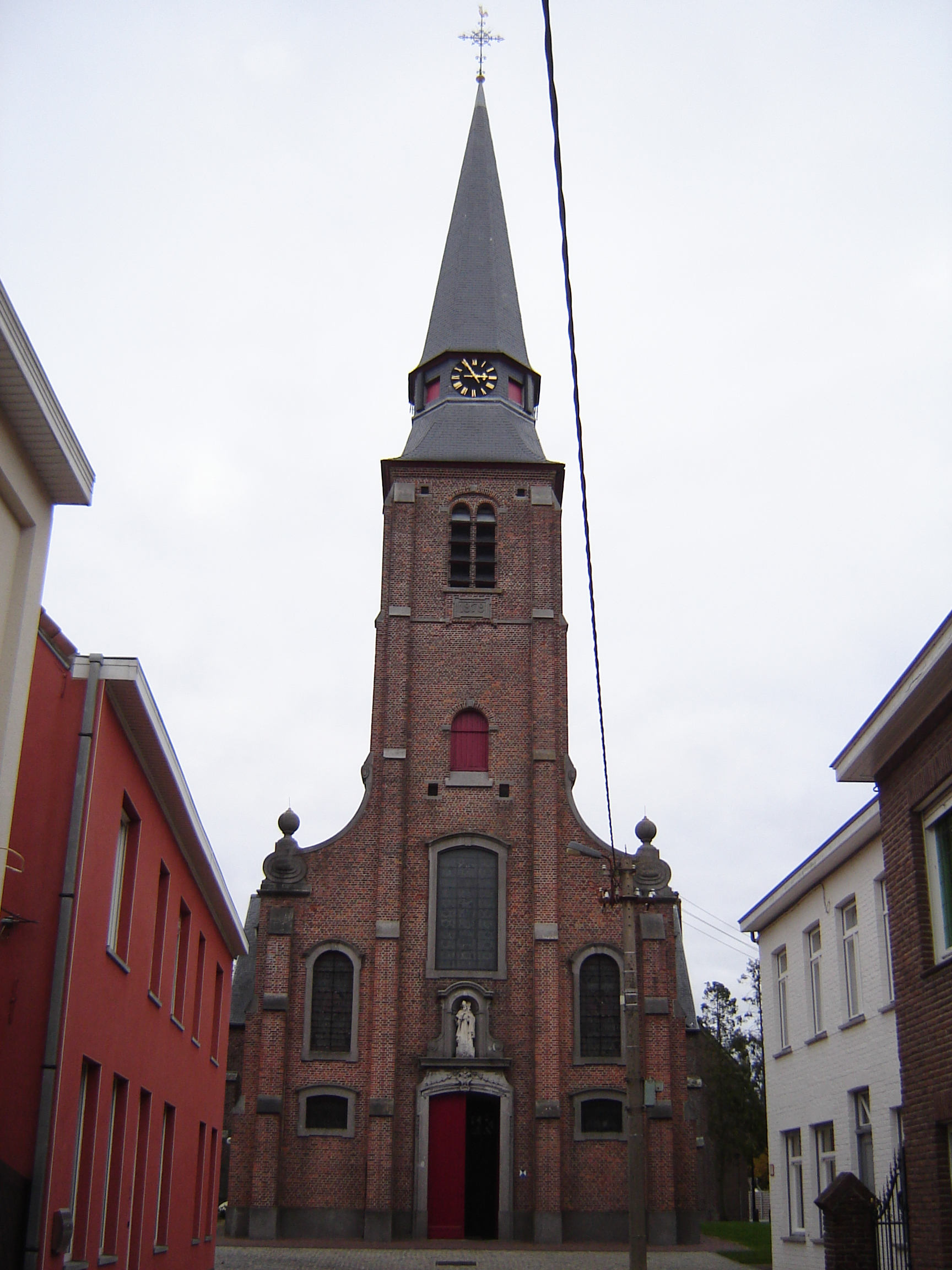
Sint-Blasiuskerk

De Sint-Blasiuskerk is de parochiekerk van de tot de West-Vlaamse gemeente Oostkamp behorende plaats Waardamme, gelegen aan Kerkstraat 1. De kerk is toegewijd aan Blasius van Sebaste.

## Geschiedenis
Hoewel in 961 in een oorkonde al sprake zou zijn van een kapel te Waardamme, is de echtheid van deze oorkonde twijfelachtig. In 1089 was er sprake van een kerk, waarvan het patronaatsrecht later terecht kwam bij het kapittel van Sint-Omaars. In 1400 werd melding gemaakt van een parochie met kerk en in 1463 werd vermeld dat de parochie niet meer afhankelijk was van die van Ruddervoorde.
Begin 17e eeuw was de kerk vervallen. In 1774 werden restauratiewerken in classicistische stijl voltooid.
In 1861 werd begonnen met een verruiming van het koor en de bouw van een transept. In 1876 sloeg de bliksem in de toren waarna, onder leiding van René Buyck, in 1878 het beschadigde deel van de toren werd herbouwd. In 1918 werd de toren door de Duitsers opgeblazen en uiteindelijk weer herbouwd. In 1938 werd een Sint-Blasiusommegang om de kerk gerealiseerd.

## Gebouw
Het betreft een bakstenen kruiskerk met ingebouwde vierkante westtoren. De westgevel is in classicistische stijl maar werd in 1878 deels herbouwd. Boven het classicistisch portaal bevindt zich een nis met een Sint-Blasiusbeeld.

## Interieur
Uit de 18e eeuw zijn het koorgestoelte, de preekstoel in rococostijl en de kerkmeesterbanken in classicistische stijl. Er zijn enkele 18e en 19e eeuwse schilderijen en glas-in-loodramen van 1910. Opvallend in de kerk zijn een aantal trompe l'oeils boven de altaren.

## Galerij

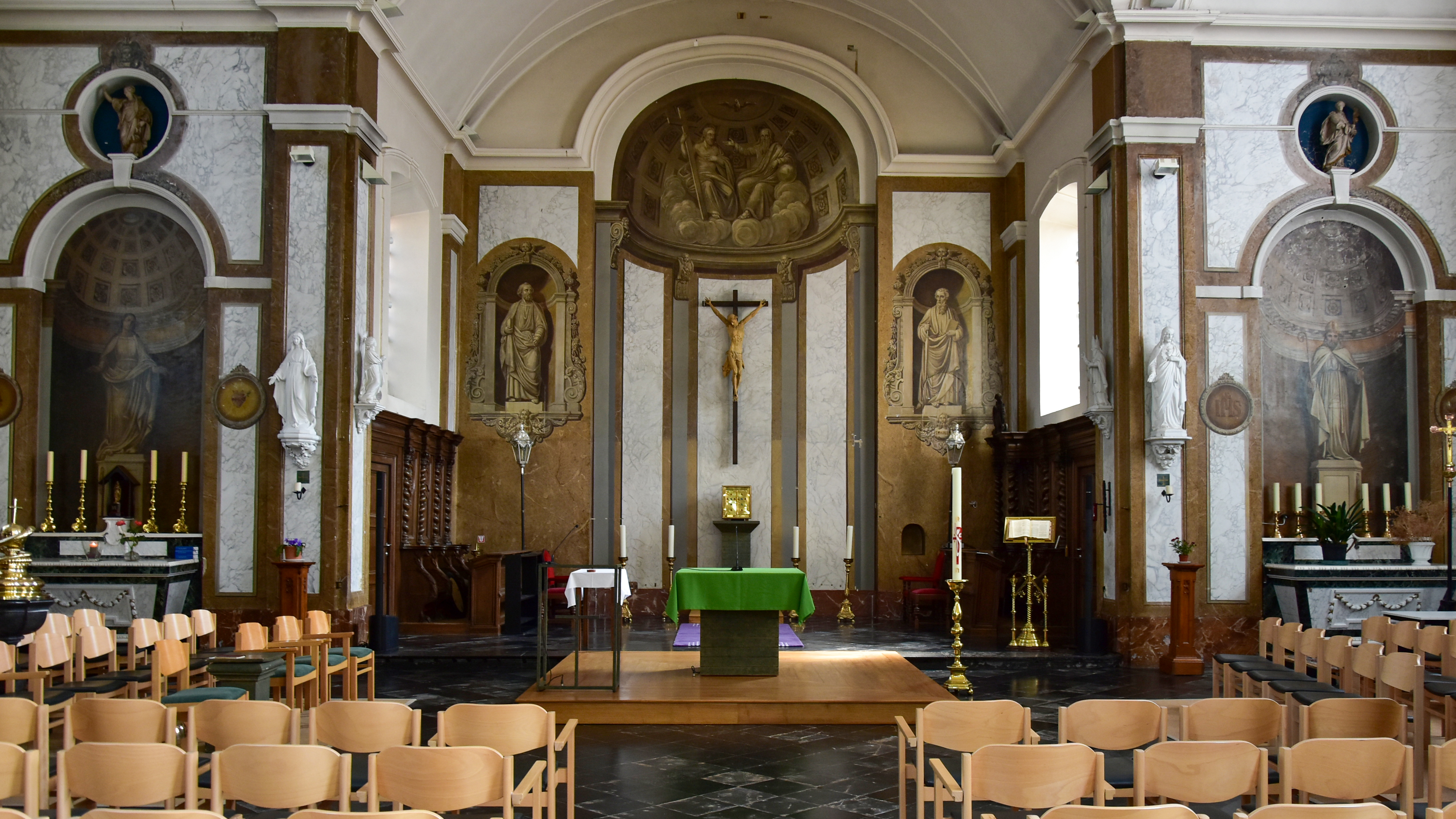
Kerkschip
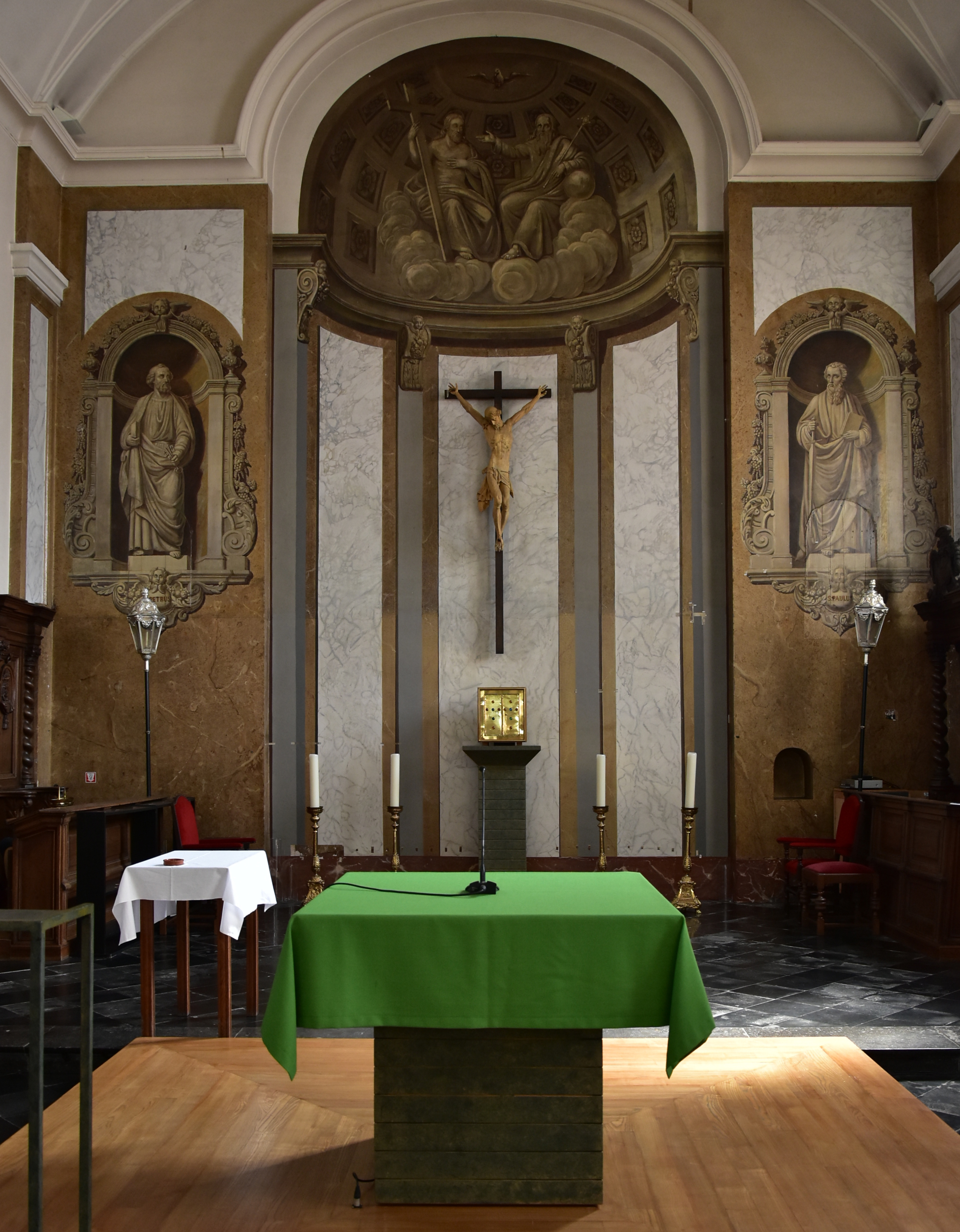
Hoogaltaar met trompe-l'oeil
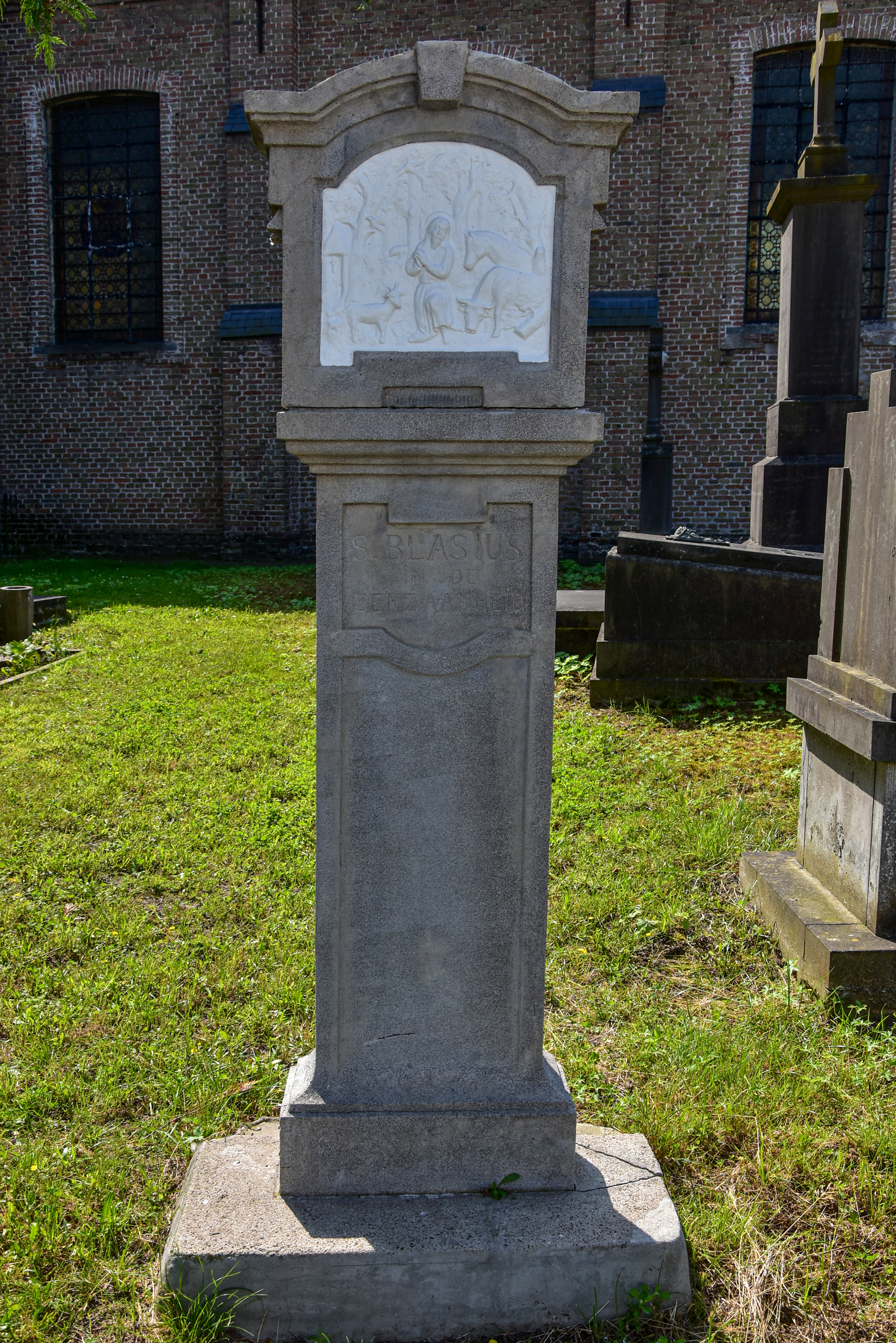
Blasiusommegang
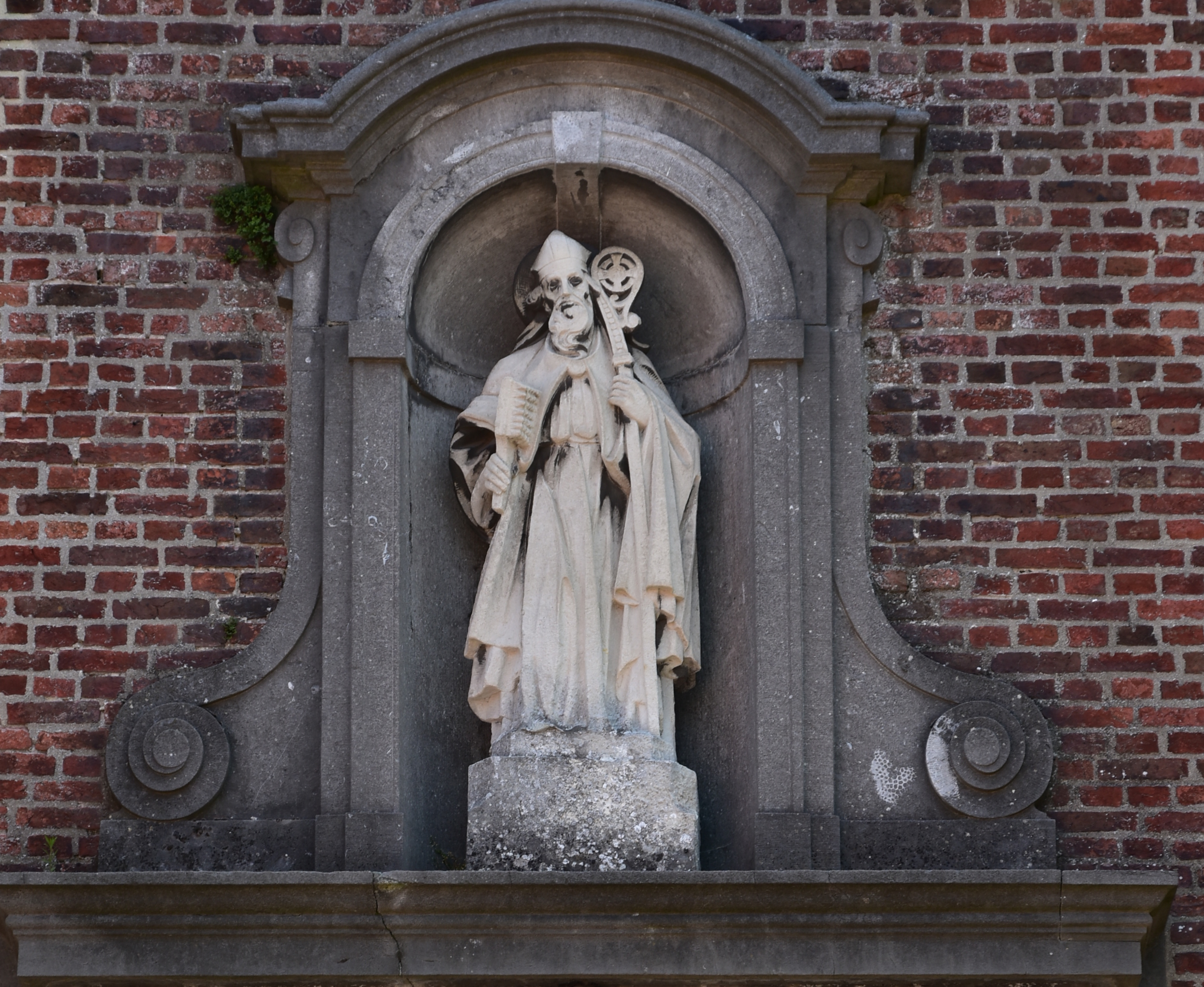
Blasius boven het portaal